# Cédric Noël
Pour les articles homonymes, voir Noël (homonymie).
Cédric Noël est un acteur français né le 16 octobre 1959 à New York (États-Unis).

## Filmographie
- 1985 : Maria Chapdelaine
- 1986-1994 : Chop Suey
- 1987-1989 : Bonjour docteur
- 1989 : Jésus de Montréal (film)
- 1989-1990 : L'Or et le Papier
- 1989-1996 : Chambres en ville
- 1990-1991 : La Misère des riches
- 1992 : La Misère des riches II
- 1998 : La Petite Vie
- 2000 : Haute Surveillance